# Unión continental
Una unión continental es un tipo de organismo internacional con características supranacionales, compuesto por estados soberanos de un mismo continente. En la actualidad existen tres uniones continentales: la Unasur, la Unión Europea y la Unión Africana. Siendo la Unión Europea la única en la actualidad que en la teoría y en la práctica, si se considera una unión continental supranacional.

## Uniones supranacionales

### Unión Europea
La Unión Europea (UE) es una comunidad política democrática y de derecho constituida en régimen sui géneris de organización supranacional, nacida para propiciar y acoger la integración y gobernanza en común de los pueblos y los Estados de Europa. Está compuesta por veintisiete Estados europeos y fue establecida con la entrada en vigor del Tratado de Maastricht (TUE), el 1 de noviembre de 1993. Aunque su nacimiento data de mucho antes con la Comunidad Europea del Carbón y del Acero (1950).
Si en un principio la supraestructura «Unión Europea» aunaba y se fundaba sobre las tres Comunidades Europeas preexistentes (CECA, Euratom y CEE/CE) bajo el complejo sistema conocido como «los tres pilares» —las comunidades antes mencionadas junto con la política exterior común y la cooperación judicial y policial—, con la entrada en vigor, el 1 de diciembre de 2009, del Tratado de Lisboa, la Unión Europea sucedió por completo a las comunidades europeas, aunque con ciertas particularidades, y asumió con ello su personalidad jurídica única como sujeto de Derecho internacional.
La Unión Europea ha desarrollado un sistema jurídico y político, el comunitario europeo, único en el mundo, que se rige por mecanismos y procedimientos de funcionamiento interno complejos, que se han extendido y evolucionado a lo largo de su historia hasta conformar, en la actualidad, un sistema híbrido de gobierno transnacional difícilmente homologable que combina elementos próximos a la cooperación multilateral, si bien fuertemente estructurada e institucionalizada, con otros de vocación netamente supranacional, regidos ambos por una dinámica de integración regional muy acentuada. 
Todo esto desemboca en una peculiarísima comunidad de Derecho, cuya naturaleza jurídica y política es muy discutida, si bien sus elementos fundacionales y su evolución histórica, todavía abierta, apuntan, en el presente, a una especial forma de moderna confederación o gobernanza supranacional, acusadamente institucionalizada y con una inspiración histórico-política de vocación federal —en el sentido de un federalismo internacional nuevo, no de un Estado federal clásico— que se detecta con cierta claridad en ámbitos como la ciudadanía europea, los principios de primacía y efecto directo que le son aplicables a su ordenamiento jurídico en relación con los ordenamientos nacionales, el sistema jurisdiccional o la unión monetaria (el sistema del euro).
La Unión Europea, y antes las Comunidades, promueve la integración por medio de políticas comunes que abarcan distintos ámbitos de actuación, en su origen esencialmente económicos y progresivamente extendidos a ámbitos indudablemente políticos, sociales y culturales. Para alcanzar sus objetivos comunes, los Estados de la Unión le atribuyen a esta determinadas competencias de gobierno, ejerciendo una soberanía en común o compartida que se despliega a través de los cauces comunitarios. 
La Unión Europea se rige por un sistema interno en régimen de democracia representativa. Sus siete altas instituciones son: el Parlamento Europeo, el Consejo Europeo, el Consejo de la Unión, la Comisión Europea, el Tribunal de Justicia de la Unión, el Tribunal de Cuentas y el Banco Central Europeo. El Consejo Europeo ejerce funciones de orientación política general y de representación exterior, y nombra a los jefes de las altas instituciones constitucionales; el Parlamento Europeo y el Consejo de la Unión ejercen la potestad legislativa en igualdad de condiciones, tomando decisiones conjuntas —a excepción de los procedimientos legislativos especiales, donde el Parlamento desempeña un papel meramente consultivo—; la Comisión o Colegio de Comisarios aplica el Derecho de la Unión, supervisa su cumplimiento y ejecuta sus políticas, y a ella corresponde en exclusiva la iniciativa legislativa ante el Parlamento y el Consejo de la Unión; el Tribunal de Justicia ejerce las labores jurisdiccionales supremas en el sistema jurídico comunitario; el Tribunal de Cuentas supervisa y controla el buen funcionamiento y la adecuada administración de las finanzas y de los fondos comunitarios; y el Banco Central Europeo dirige y aplica la política monetaria única de la zona euro.
La Unión cuenta también con muchos otros órganos, instancias, servicios, organismos y agencias de funciones y atribuciones diversas, alguno de ellos son: el Comité Económico y Social, el Comité de las Regiones, el Defensor del Pueblo Europeo, Europol o Frontex, entre muchos otros que conforman la administración pública comunitaria.

## Organizaciones intergubernamentales y de cooperación

### Unión de Naciones Suramericanas
La Unión de Naciones Suramericanas (conocida por su acrónimo Unasur) es un organismo de ámbito regional que tiene como objetivo: "construir una identidad y ciudadanía suramericanas y desarrollar un espacio regional integrado". Está formada por doce estados de Sudamérica, con 400 millones de habitantes que representan el 68 % de la población de América Latina. Con la ratificación parlamentaria de Uruguay, que se sumó a las de Argentina, Perú, Chile, Venezuela, Ecuador, Guyana, Surinam y Bolivia, la entidad entró en plena vigencia y cobró vida jurídica el 11 de marzo de 2011 después de cumplirse el requisito de que, al menos, los legislativos de nueve países hubieran suscrito ese convenio. Colombia fue el décimo país en aprobar este tratado, haciéndolo después de obtenerse la aprobación requerida para la entrada en vigencia de Unasur, Brasil se convierte en el undécimo país en aprobar el tratado constitutivo, Paraguay fue el último país en aprobar el tratado, el día 11 de agosto de 2011, la cámara de diputados sancionó el tratado.
El tratado constitutivo se firmó el 23 de mayo de 2008 en la ciudad de Brasilia donde se estructuró y oficializó la Organización. La primera en ocupar la presidencia pro tempore fue la por entonces presidenta de Chile, Michelle Bachelet, en un mandato de un año de duración.
El día 4 de mayo de 2010, en la cumbre extraordinaria en Campana, provincia de Buenos Aires, se designó por unanimidad a Néstor Kirchner (expresidente de la República Argentina) como primer secretario general de Unasur por un periodo de dos años.
Con la formación de la Secretaría General y el cargo de secretario general de la Unasur se le da un liderazgo político a nivel internacional y es un paso más hacia la formación de una institución permanente en la construcción de la Unasur.
La Secretaría General del organismo tiene sede permanente en la ciudad de Quito, Ecuador, mientras el Parlamento Suramericano se localizará en la ciudad boliviana de Cochabamba, y el Cuartel General de operaciones se ubica en Buenos Aires.
El proyecto de integración regional de la Unión de Naciones Suramericanas tiene como objetivo construir, de manera participativa y consensuada, un espacio de integración y unión en lo cultural, social, económico y político entre sus integrantes, utilizando el diálogo político, las políticas sociales, la educación, la energía, la infraestructura, la financiación y el medio ambiente, entre otros, para eliminar la desigualdad socioeconómica, lograr la inclusión social, la participación ciudadana y fortalecer la democracia.
El 24 de octubre de 2011, La Unión de Naciones Suramericanas (Unasur) obtuvo el estatus de observador en la Asamblea General de la ONU después de que la Comisión de asuntos jurídicos del organismo aprobara por unanimidad su solicitud de adhesión.

### Unión Africana
La Unión Africana (UA), es una organización internacional del ámbito africano dedicada a incrementar la integración económica y política y a reforzar la cooperación entre sus Estados miembros. La UA nació a partir de la Declaración de Sirte en la ciudad homónima de Libia el 9 de septiembre de 1999, en la que la Organización para la Unidad Africana tomó la resolución de crear la UA. La UA está inspirada en la Unión Europea. Desde un inicio se intentó crear un sistema supranacional como el de la UE, pero las competencias de gobierno de la UA han sido y son muy limitadas.
Marruecos es el único país del continente que se mantiene fuera de la UA, dado el reconocimiento por parte del bloque de la independencia de la antigua colonia española de Sahara Occidental, como República Árabe Saharaui Democrática, a la que este país árabe reivindica como parte de su territorio. El último miembro en unirse fue Sudán del Sur, que lo hizo el 28 de julio de 2011.
Países europeos como el Reino Unido, Francia, Portugal o España, que cuentan con territorio en África tampoco forman parte de esta organización.
La cumbre anual de la UA decidió en julio de 2004 que los idiomas oficiales de este bloque de 54 países serían el árabe, el francés, el inglés, el español, el portugués, y el suajili.